# 13551 Gadsden
13551 Gadsden este un asteroid care intersectează orbita planetei Marte.

## Descriere
13551 Gadsden este un asteroid care intersectează orbita planetei Marte. Asteroidul prezintă o orbită caracterizată de o semiaxă mare de 2,52 ua, o excentricitate de 0,43 și o înclinație de 5,3° în raport cu ecliptica.